# Tornado, la furia del diavolo
Tornado, la furia del diavolo (Devil Winds) è un film per la televisione statunitense del 2003, con protagonisti Joe Lando e Nicole Eggert.

## Trama
Pete Jensen era uno dei migliori meteorologi degli Stati Uniti. La sua capacità di prevedere uragani non aveva uguali, fino a quando commise un fatale errore che costò la vita a decine di persone. Dopo aver convissuto con il fallimento per diversi anni, Jensen è tornato in attività e intende ricostruirsi una vita. Ma Madre Natura ha in serbo altri piani: uno spaventoso tornado sta per abbattersi sulla regione e nessuno sembra fidarsi delle previsioni di Pete. Sarà lo stesso meteorologo a rischiare la propria vita per tentare di domare la 'furia del diavolo'.